# Alexandr Denísiev
Alexandr Vladímirovich Denísiev –en ruso, Александр Владимирович Денисьев– (Krasnoyarsk, 29 de julio de 1991) es un deportista ruso que compite en luge en la modalidad doble.
Participó en dos Juegos Olímpicos de Invierno, obteniendo una medalla de plata en Sochi 2014, en la prueba por equipo (junto con Tatiana Ivanova, Albert Demchenko y Vladislav Antonov), y el séptimo lugar en Pyeongchang 2018, en la misma prueba.
Ganó tres medallas en el Campeonato Mundial de Luge, en los años 2017 y 2020, y cuatro medallas en el Campeonato Europeo de Luge entre los años 2015 y 2020.

## Palmarés internacional
| Juegos Olímpicos   | Juegos Olímpicos      | Juegos Olímpicos  | Juegos Olímpicos  |
| Año                | Lugar                 | Medalla           | Prueba            |
| ------------------ | --------------------- | ----------------- | ----------------- |
| 2014               | Sochi (Rusia)         | Medalla de plata  | Equipo            |
| Campeonato Mundial |                       |                   |                   |
| Año                | Lugar                 | Medalla           | Prueba            |
| 2017               | Igls (Austria)        | Medalla de bronce | Equipo            |
| 2020               | Sochi (Rusia)         | Medalla de oro    | Doble (velocidad) |
| 2020               | Sochi (Rusia)         | Medalla de plata  | Doble             |
| Campeonato Europeo |                       |                   |                   |
| Año                | Lugar                 | Medalla           | Prueba            |
| 2015               | Sochi (Rusia)         | Medalla de plata  | Equipo            |
| 2016               | Altenberg (Alemania)  | Medalla de bronce | Equipo            |
| 2018               | Sigulda (Letonia)     | Medalla de oro    | Equipo            |
| 2020               | Lillehammer (Noruega) | Medalla de oro    | Doble             |